# Oedaspis
Oedaspis is een geslacht van insecten uit de familie van de Boorvliegen (Tephritidae), die tot de orde tweevleugeligen (Diptera) behoort.

## Soorten
- O. dichotoma Loew, 1869
- O. fissa Loew, 1862
- O. multifasciata (Loew, 1850)
- O. quinquefasciata Becker, 1908
- O. ragdai Hering, 1940
- O. sofiana Drensky, 1943